# Eider Hurtado
Eider Hurtado Perises (Santurtzi, 22 de maig de 1982) és una periodista, presentadora de ràdio i presentadora de televisió basca.
És llicenciada en Comunicació Audiovisual per la Universitat del País Basc. A Onda Vasca, ha estat locutora del programa de ràdio Gabon. A ETB2 presenta una secció de periodisme de recerca al programa 360° i el magazine Tú decides.
També ha estat col·laboradora del programa En Jake i Egun on Euskadi.
Amb els periodistes Albert Calatrava i Ana Pardo de Vera, va escriure el llibre L'armadura del rei, un llibre de recerca sobre el rei emèrit d'Espanya Joan Carles I.